# Bandidus vafer
Bandidus vafer är en insektsart som först beskrevs av Walker 1853.  Bandidus vafer ingår i släktet Bandidus och familjen myrlejonsländor. Inga underarter finns listade i Catalogue of Life.